# Phegopteris fulgens
Phegopteris fulgens là một loài dương xỉ trong họ Thelypteridaceae. Loài này được Mett., Schenck mô tả khoa học đầu tiên năm 1896.
Danh pháp khoa học của loài này chưa được làm sáng tỏ. 